# Pattinaggio di velocità ai IV Giochi olimpici invernali - 500 m maschile
La competizione dei 500 m maschile di pattinaggio di velocità dei IV Giochi olimpici invernali si è svolta il giorno 11 febbraio 1936 allo stadio del ghiaccio Rießersee di Garmisch-Partenkirchen.

## Risultati
| Pos.    | Atleta              | Nazione        | Tempo  |
| ------- | ------------------- | -------------- | ------ |
| Oro     | Ivar Ballangrud     | Norvegia       | 43"4   |
| Argento | Georg Krog          | Norvegia       | 43"5   |
| Bronzo  | Leo Freisinger      | Stati Uniti    | 44"0   |
| 4       | Shozo Ishihara      | Giappone       | 44"1   |
| 5       | Delbert Lamb        | Stati Uniti    | 44"2   |
| 6       | Karl Leban          | Austria        | 44"8   |
| 6       | Allan Potts         | Stati Uniti    | 44"8   |
| 8       | Antero Ojala        | Finlandia      | 44"9   |
| 8       | Jorma Ruissalo      | Finlandia      | 44"9   |
| 8       | Birger Wasenius     | Finlandia      | 44"9   |
| 11      | Reikichi Nakamura   | Giappone       | 45"0   |
| 11      | Robert Petersen     | Stati Uniti    | 45"0   |
| 13      | Karl Wazulek        | Austria        | 45"1   |
| 14      | Alfons Bērziņš      | Lettonia       | 45"7   |
| 14      | Dolf van der Scheer | Paesi Bassi    | 45"7   |
| 16      | Jānis Andriksons    | Lettonia       | 45"9   |
| 16      | Seitoku Ri          | Giappone       | 45"9   |
| 18      | Axel Johansson      | Svezia         | 46"1   |
| 19      | Ossi Blomqvist      | Finlandia      | 46"2   |
| 19      | Willy Sandner       | Germania       | 46"2   |
| 21      | Ferdinand Preindl   | Austria        | 46"4   |
| 22      | Aleksander Mitt     | Estonia        | 46"6   |
| 22      | Kunio Nando         | Giappone       | 46"6   |
| 24      | Lou Dijkstra        | Paesi Bassi    | 46"7   |
| 24      | Jan Langedijk       | Paesi Bassi    | 46"7   |
| 24      | Gustav Slanec       | Austria        | 46"7   |
| 27      | Ben Blaisse         | Paesi Bassi    | 46"9   |
| 28      | Heinz Sames         | Germania       | 47"0   |
| 29      | Kenneth Kennedy     | Australia      | 47"4   |
| 30      | Jaroslav Turnovský  | Cecoslovacchia | 47"8   |
| 31      | Thomas White        | Canada         | 49"6   |
| 32      | Oldřich Hanč        | Cecoslovacchia | 49"8   |
| 33      | James Graeffe       | Belgio         | 54"6   |
| 34      | Harry Haraldsen     | Norvegia       | 54"9   |
| 35      | Charles De Ligne    | Belgio         | 1'44"6 |
| -       | Hans Engnestangen   | Norvegia       | DNF    |